# Ring (Beč)
Bečki Ring je raskošan bečki bulevar koja okružuje istorijski centar Beča, njegov Prvi okrug. (nem. Innere Stadt), i duž koga se nalazi veliki broj znamenitosti austrijske prestonice.
Izgradnja Ringa otpočela je namenskim planom širenja grada na mestu srušenog gradskog odbrambenog zida odlukom cara Franca Jozefa I 20. decembra 1857. godine. Najvažnija gradska ulica završena je 1. maja 1865. godine da bi u periodu od 1869. do 1888. godine uz nju bila izgrađena i dovršena mnoga raskošna zdanja, danas značajne turističke atrakcije Beča. 
Ring je dugacak 5,2 km, širok 57 m i ima 2 aleje. Ova je ulica danas jedinstvena u svojoj monumentalnosti i dala je presudan pečat čitavog jednog perioda arhitektonskom stilu Beča. Zahvaljujući tome je u istoriju umetnosti i uveden termin 'stil bečkog Ringa'.
Od javnih građevina na Ringu posebno se ističu sledeće:
- Bečka državna opera i Dvorsko pozorište (nem. Burgtheater)
- Prirodnjčki muzej i Muzej istorije umetnosti, novi deo Hofburga (nem. Neue Burg), Muzej i Akademija primenjenih umetnosti i Akademija likovnih umetnosti
- Bečki univerzitet
- Gradska većnica (nem. Rathaus)
- Berza
- Parlament

### Galerija
- Bečki univerzitet
- Parlament
- Bečka državna opera
- Muzej istorije umetnosti
- Gradska većnica
- Berza